# Игуман Николај (Младеновић)
Николај (световно Милан Младеновић; Београд, 16. јун 1972 — Манастир Саринац, 27. јул 2020) био је српски игуман и старешина Манастира Прохор Пчињски и Манастира Саринца.

## Биографија
Игуман Николај, у свету Милан Младеновић, рођен је у Београду, 16. јуна 1972. године од благочестивих родитеља Стевана и Десанке. У родном граду завршио је основно образовање, као и гимназију. Затим одлази на Економски факултет, који похађа три године. Као надарен младић се уписује се и на  Факултет примењених уметности Универзитета уметности у Београду, смер; конзерватор-рестауратор зидног сликарства, који завршава у року са завидним успехом.
Након окончаног школовања, запослио се у Републичком заводу за заштиту споменика културе Београд. Са екипом најбољих стручњака у тој области радио је на рестаурацији фресака у манастирима Хиландару, Студеници и Јашуњи код Лесковца. Упоредо је обављао дужност професора Краљевске уметничке школе, предмет: конзервација и рестаурација.
Ступа у Манастир Светог Николе у Епархији врањској, са намером да сав свој живот посвети Богу. Након проведеног искушеничког стажа, 2011. године прима монашки постриг са именом Николај, у част светог златоуста Николаја Жичког и Охридског. Убрзо затим бива рукоположен руком епископа врањског Пахомија Гачића, у чин јеромонаха, и као такав постављен за игумана Манастир Прохор Пчињски код Бујановца, 26. јануара 2011. године где прима управу манастира.
Постављен је за игумана Манастира Саринца код Великих Пчелица, 2014. године где је провео као старешина десет година. Упокојио се у Господу 27. јула 2020. године у Манастиру Саринцу а сахрањен је на новом монашком гробљу.